# Ogygos
Ogygos (Ogyges, Ogygus) – w mitologii greckiej król Beocji lub beockiego plemienia Ektenów (lub Hektenów), władca Teb i pierwszy król Attyki. 
Był synem Posejdona lub Bojotosa, ojcem Eleusis i zięciem Okeanosa.
W jego czasach miała miejsce tzw. powódź ogygijska (potop ogygiański), czyli potop, który utożsamiany jest z wylaniem jeziora Kopais.
Od jego imienia nazwano rodzaj wymarłych sów z epoki późnego paleocenu – Ogygoptynx.